# 8. Screen Actors Guild-gála
A 8. Screen Actors Guild-gála a 2001-es év legjobb filmes és televíziós alakításait értékelte. A díjátadót 2002. március 10-én tartották a Los Angeles-i Shrine Auditoriumban. A ceremóniát a TNT televízióadó közvetítette élőben, a jelöltek listáját pedig 2002. január 29-én jelentette be Marisa Tomei és Ted Danson a los angelesi Pacific Design Centerben.

## Győztesek és jelöltek

### Film
| - Russell Crowe – Egy csodálatos elme (John Forbes Nash) - Kevin Kline – Az élet háza (George Monroe) - Sean Penn – Nevem Sam (Sam Dawson) - Denzel Washington – Kiképzés (Alonzo Harris) - Tom Wilkinson – A hálószobában (Matt Fowler) | - Halle Berry – Szörnyek keringője (Leticia Musgrove) - Jennifer Connelly – Egy csodálatos elme (Alicia Nash) - Judi Dench – Iris – Egy csodálatos női elme (Iris Murdoch) - Sissy Spacek – A hálószobában (Ruth Fowler) - Renée Zellweger – Bridget Jones naplója (Bridget Jones) |
| Legjobb férfi mellékszereplő | Legjobb női mellékszereplő |
| - Ian McKellen – A Gyűrűk Ura: A Gyűrű Szövetsége (Gandalf) - Jim Broadbent – Iris – Egy csodálatos női elme (John Bayley) - Hayden Christensen – Az élet háza (Sam Monroe) - Ethan Hawke – Kiképzés (Jake Hoyt) - Ben Kingsley – Szexi dög (Don Logan) | - Helen Mirren – Gosford Park (Mrs. Wilson) - Cate Blanchett – Banditák (Kate Wheeler) - Judi Dench – Kikötői hírek (Agnis Hamm) - Cameron Diaz – Vanília égbolt (Julie Gianni) - Dakota Fanning – Nevem Sam (Lucy Dawson)                                                         |
| Legjobb szereplőgárda (mozifilm) | |
| - Gosford Park – Eileen Atkins, Bob Balaban, Alan Bates, Charles Dance, Stephen Fry, Michael Gambon, Richard E. Grant, Tom Hollander, Derek Jacobi, Kelly Macdonald, Helen Mirren, Jeremy Northam, Clive Owen, Ryan Phillippe, Kristin Scott Thomas, Maggie Smith, Geraldine Somerville, Sophie Thompson, Emily Watson, James Wilby - Egy csodálatos elme – Paul Bettany, Jennifer Connelly, Russell Crowe, Adam Goldberg, Jason Gray-Stanford, Ed Harris, Judd Hirsch, Josh Lucas, Austin Pendleton, Christopher Plummer, Anthony Rapp - A hálószobában – William Mapother, Sissy Spacek, Nick Stahl, Marisa Tomei, Celia Weston, Tom Wilkinson, William Wise - A Gyűrűk Ura: A Gyűrű Szövetsége – Sean Astin, Sean Bean, Cate Blanchett, Orlando Bloom, Billy Boyd, Ian Holm, Christopher Lee, Ian McKellen, Dominic Monaghan, Viggo Mortensen, John Rhys-Davies, Andy Serkis, Liv Tyler, Hugo Weaving, Elijah Wood - Moulin Rouge! – Jim Broadbent, Nicole Kidman, John Leguizamo, Ewan McGregor, Richard Roxburgh | |

### Televízió
| Legjobb színész (minisorozat vagy tévéfilm) | Legjobb színésznő (minisorozat vagy tévéfilm) |
| --- | --- |
| - Ben Kingsley – Anne Frank igaz története (Otto Frank) - Alan Alda – Klubvilág (Willie Walters) - Richard Dreyfuss – A merénylet napja (Alexander Haig) - James Franco – James Dean (James Dean) - Gregory Hines – Bojangles (Bill "Bojangles" Robinson) | - Judy Davis – Judy Garland: Én és az árnyékaim (Judy Garland) - Angela Bassett – Ruby kocsmája (Ruby Delacroix) - Anjelica Huston – Artúr király és a nők (Viviane) - Sissy Spacek – Halálos hivatás (Sibyl Danforth) - Emma Thompson – Fekete angyal (Vivian Bearing)                                      |
| Legjobb színész (drámasorozat) | Legjobb színésznő (drámasorozat) |
| - Martin Sheen – Az elnök emberei (Josiah "Jed" Bartlet) - Richard Dreyfuss – The Education of Max Bickford (Max Bickford) - Dennis Franz – New York rendőrei (Andy Sipowicz) - James Gandolfini – Maffiózók (Tony Soprano) - Peter Krause – Sírhant művek (Nate Fisher) | - Allison Janney – Az elnök emberei (C. J. Cregg) - Lorraine Bracco – Maffiózók (Jennifer Melfi) - Stockard Channing – Az elnök emberei (Abigail "Abbey" Bartlet) - Tyne Daly – Amynek ítélve (Maxine Gray) - Edie Falco – Maffiózók (Carmela Soprano) - Lauren Graham – Szívek szállodája (Lorelai Gilmore) |
| Legjobb színész (vígjátéksorozat) | Legjobb színésznő (vígjátéksorozat) |
| - Sean Hayes – Will és Grace (Jack McFarland) - Peter Boyle – Szeretünk Raymond (Frank Barone) - Kelsey Grammer – Frasier – A dumagép (Frasier Crane) - David Hyde Pierce – Frasier – A dumagép (Niles Crane) - Ray Romano – Szeretünk Raymond (Ray Barone) | - Megan Mullally – Will és Grace (Karen Walker) - Jennifer Aniston – Jóbarátok (Rachel Green) - Kim Cattrall – Szex és New York (Samantha Jones) - Patricia Heaton – Szeretünk Raymond (Debra Barone) - Sarah Jessica Parker – Szex és New York (Carrie Bradshaw)                                            |
| Legjobb szereplőgárda (drámasorozat) | |
| - Az elnök emberei – Stockard Channing, Dulé Hill, Allison Janney, Rob Lowe, Janel Moloney, Richard Schiff, Martin Sheen, John Spencer, Bradley Whitford - CSI: A helyszínelők – Gary Dourdan, George Eads, Jorja Fox, Paul Guilfoyle, Robert David Hall, Marg Helgenberger, William Petersen, Eric Szmanda - Esküdt ellenségek – Angie Harmon, Jesse L. Martin, S. Epatha Merkerson, Jerry Orbach, Elisabeth Röhm, Sam Waterston, Dianne Wiest - Sírhant művek – Lauren Ambrose, Frances Conroy, Rachel Griffiths, Michael C. Hall, Peter Krause, Freddy Rodriguez, Mathew St. Patrick - Maffiózók – Lorraine Bracco, Federico Castelluccio, Dominic Chianese, Drea de Matteo, Edie Falco, James Gandolfini, Robert Iler, Michael Imperioli, Joe Pantoliano, Steve Schirripa, Jamie-Lynn Sigler, Tony Sirico, Aida Turturro, Steven Van Zandt, John Ventimiglia | |
| Legjobb szereplőgárda (vígjátéksorozat) | |
| - Szex és New York – Kim Cattrall, Kristin Davis, Cynthia Nixon, Sarah Jessica Parker - Szeretünk Raymond – Peter Boyle, Brad Garrett, Patricia Heaton, Doris Roberts, Ray Romano, Madylin Sweeten - Frasier – A dumagép – Peri Gilpin, Kelsey Grammer, Jane Leeves, John Mahoney, David Hyde Pierce - Jóbarátok – Jennifer Aniston, Courteney Cox, Lisa Kudrow, Matt LeBlanc, Matthew Perry, David Schwimmer - Will és Grace – Sean Hayes, Eric McCormack, Debra Messing, Shelley Morrison, Megan Mullally | |

### Screen Actors Guild-életműdíj
- Edward Asner

## In Memoriam
A gála "in memoriam" szegmense az alábbi, 2001-ben elhunyt személyekről emlékezett meg:
- Aaliyah
- Imogene Coca
- Perry Como
- Dagmar
- Rosemary DeCamp
- Troy Donahue
- Gloria Foster
- Arlene Francis
- Kathleen Freeman
- David Graf
- Jane Greer
- Anne Haney
- George Harrison
- Nigel Hawthorne
- Eileen Heckart
- Christopher Hewett
- Peggy Lee
- Jack Lemmon
- Whitman Mayo
- Dorothy McGuire
- Jason Miller
- Carroll O'Connor
- Anthony Quinn
- Avery Schreiber
- Ann Sothern
- Kim Stanley
- Guy Stockwell
- Beatrice Straight
- Edward Winter
- Victor Wong

## Fordítás
- Ez a szócikk részben vagy egészben  a(z)   8th Screen Actors Guild Awards című angol Wikipédia-szócikk fordításán alapul.  Az eredeti cikk szerkesztőit annak laptörténete sorolja fel. Ez a jelzés csupán a megfogalmazás eredetét és a szerzői jogokat jelzi, nem szolgál a cikkben szereplő információk forrásmegjelöléseként.